# Санчес Хименес, Ракель
Ракель Санчес Хименес (исп. Raquel Sánchez Jiménez; род. 18 ноября 1975, Гава) — испанский политический и государственный деятель. Член Социалистической партии Каталонии. Действующий министр транспорта, мобильности и городской повестки дня Испании с 12 июля 2021 года. В прошлом — мэр Гавы (2014—2021).

## Биография
Родилась 18 ноября 1975 года в Гаве в провинции Барселона.
Окончила юридический факультет Барселонского университета. Степень магистра в области трудового права и права социального обеспечения получила в Университете имени Помпеу Фабры.
Работала юристом.
В 2007 году стала заместителем мэра Гавы. 15 февраля 2014 года стала мэром Гавы.
12 июля 2021 года назначена министром транспорта, мобильности и городской повестки дня во втором кабинете Санчеса.